# Seuil-d'Argonne
Pour les articles homonymes, voir Seuil.
Seuil-d'Argonne est une commune française située dans le département de la Meuse, en région Grand Est.

## Géographie

### Situation
Le village principal de Seuil-d'Argonne est Triaucourt-en-Argonne. C'est le siège de la municipalité. À l'ouest, on trouve Senard le deuxième pôle de la commune dans la vallée de l'Aisne. Aubercy est un hameau situé dans le nord-ouest de la commune.

#### Communes limitrophes
| Brizeaux        | Brizeaux        | Foucaucourt-sur-Thabas |
| Brizeaux        | Seuil-d'Argonne | Foucaucourt-sur-Thabas |
| Les Charmontois | Les Charmontois | Vaubecourt             |

### Hydrographie
La commune est dans la région hydrographique « la Seine du confluent de l'Oise (inclus) à l'embouchure » au sein du bassin Seine-Normandie. Elle est drainée par l'Aisne, l'Evre, le ruisseau des Ecussons, le Sainsonrupt, le ruisseau de Pinquigny, le ruisseau de la Voie des Trois Poiriers, le cours d'eau 03 de la commune de Seuil d'Argonne, le ruisseau de Vernaux Fays, le Fossé 01 de la commune de Seuil-D'Argonne, le Fossé 02 de la commune de Seuil-D'Argonne, le ruisseau de Brouenne, le Grand Fossé, le Fossé 04 de la commune de Vaubecourt, l'Aisne, le Fossé 06 de la commune de Vaubecourt, le Fossé 05 de la commune des Charmontois et le ruisseau de Guimberupt,.
L'Aisne est un  cours d'eau naturel navigable de 256 km de longueur, traversant les cinq départements Meuse, Marne, Ardennes, Aisne, Oise. Elle est un affluent de rive gauche de l'Oise, ce qui fait d'elle un sous-affluent de la Seine. 
L'Èvre , d'une longueur de 14 km, prend sa source dans la commune de Èvres et se jette  dans la rivière Hardillon à Éclaires, après avoir traversé trois communes. 

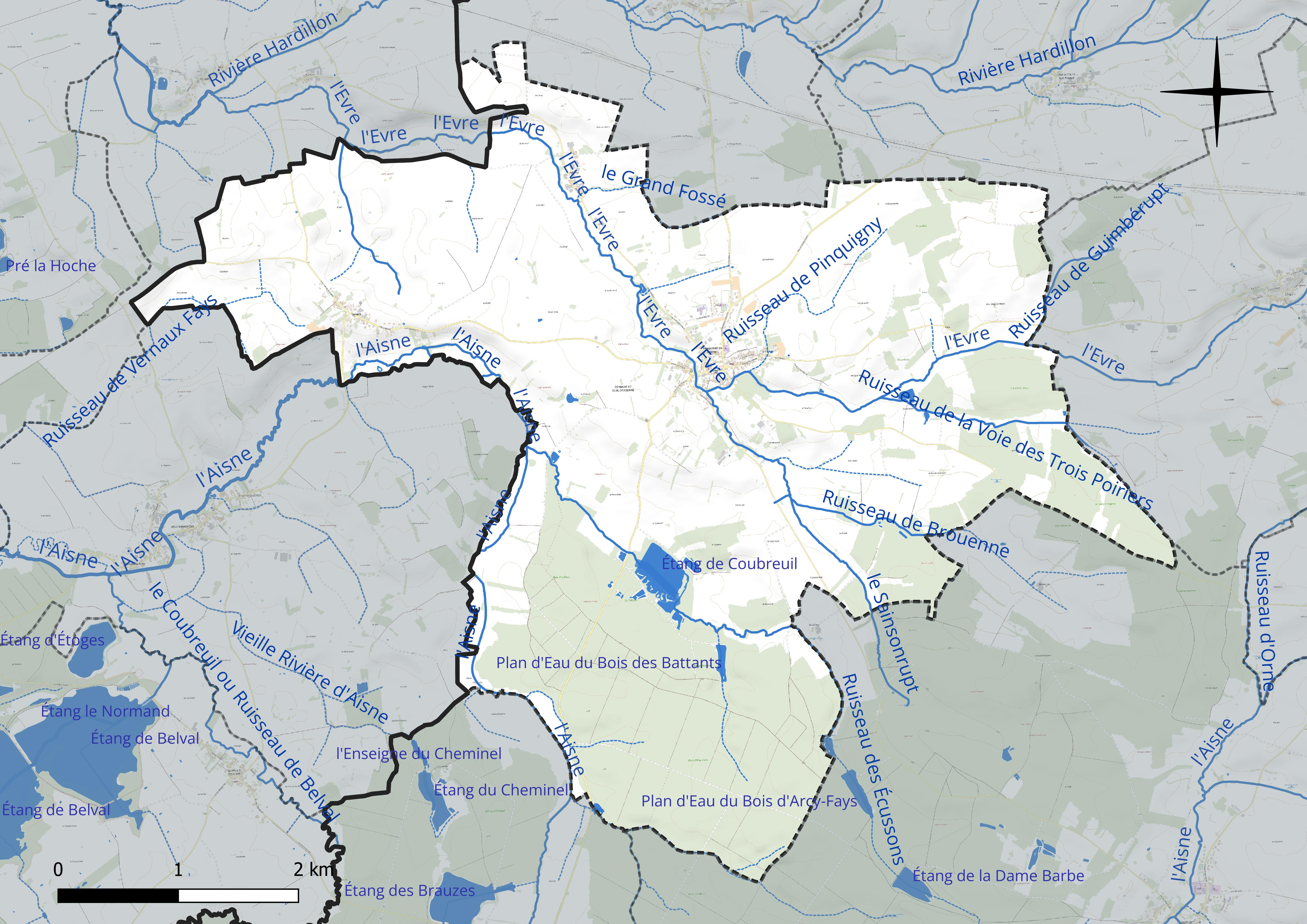
Réseau hydrographique de Seuil-d'Argonne.

Trois plans d'eau complètent le réseau hydrographique : le plan d'eau du Bois des Battants (1,8 ha), l'étang de Coubreuil (12,3 ha) et l'étang des Trois Morts, d'une superficie totale de 1 ha (0 ha sur la commune),.

### Climat
Pour des articles plus généraux, voir Climat du Grand Est et Climat de la Meuse.
En 2010, le climat de la commune est de type climat des marges montargnardes, selon une étude du Centre national de la recherche scientifique s'appuyant sur une série de données couvrant la période 1971-2000. En 2020, Météo-France publie une typologie des climats de la France métropolitaine dans laquelle la commune est exposée à un climat océanique altéré et est dans la région climatique  Lorraine, plateau de Langres, Morvan, caractérisée par un hiver rude (1,5 °C), des vents modérés et des brouillards fréquents en automne et hiver. 
Pour la période 1971-2000, la température annuelle moyenne est de 9,9 °C, avec une amplitude thermique annuelle de 16 °C. Le cumul annuel moyen de précipitations est de 929 mm, avec 13,5 jours de précipitations en janvier et 9,3 jours en juillet. Pour la période 1991-2020, la température moyenne annuelle observée sur la station météorologique installée sur la commune est de 11,0 °C et le cumul annuel moyen de précipitations est de 796,7 mm. 
La température maximale relevée sur cette station est de 40,1 °C, atteinte le 25 juillet 2019 ; la température minimale est de −17,8 °C, atteinte le 20 décembre 2009,,. 
| Mois                                  | jan.           | fév.           | mars          | avril         | mai           | juin          | jui.          | août          | sep.          | oct.          | nov.          | déc.           | année      |
| ------------------------------------- | -------------- | -------------- | ------------- | ------------- | ------------- | ------------- | ------------- | ------------- | ------------- | ------------- | ------------- | -------------- | ---------- |
| Température minimale moyenne (°C)     | 0,4            | 0,4            | 2,1           | 4,4           | 7,8           | 11,3          | 13,2          | 13            | 9,5           | 7,3           | 4,3           | 1,5            | 6,3        |
| Température moyenne (°C)              | 3,1            | 3,8            | 6,9           | 10,4          | 13,7          | 17,3          | 19,4          | 19,1          | 15,4          | 11,6          | 7,4           | 4,2            | 11         |
| Température maximale moyenne (°C)     | 5,7            | 7,1            | 11,7          | 16,4          | 19,7          | 23,2          | 25,7          | 25,2          | 21,2          | 15,9          | 10,4          | 6,9            | 15,8       |
| Record de froid (°C) date du record   | −12,6 07.01.09 | −13,4 05.02.12 | −8,7 15.03.13 | −6,3 04.04.22 | −1,5 03.05.21 | 1,4 05.06.09  | 4 03.07.11    | 3,1 26.08.18  | −0,1 20.09.12 | −6,1 29.10.12 | −7,6 30.11.20 | −17,8 20.12.09 | −17,8 2009 |
| Record de chaleur (°C) date du record | 16,3 01.01.22  | 20,4 23.02.21  | 25,4 31.03.21 | 28,1 19.04.18 | 32,8 28.05.17 | 35,8 28.06.11 | 40,1 25.07.19 | 37,6 09.08.20 | 34,6 14.09.20 | 28,4 02.10.23 | 22,8 08.11.15 | 17,3 17.12.15  | 40,1 2019  |
| Précipitations (mm)                   | 73,2           | 63             | 53,5          | 44,4          | 76,9          | 67            | 56            | 65,5          | 62,2          | 72,8          | 72            | 90,2           | 796,7      |

| Diagramme climatique                                  |          |             |             |             |            |            |            |             |             |           |            |
| J                                                     | F        | M           | A           | M           | J          | J          | A          | S           | O           | N         | D          |
| 5,70,473,2                                            | 7,10,463 | 11,72,153,5 | 16,44,444,4 | 19,77,876,9 | 23,211,367 | 25,713,256 | 25,21365,5 | 21,29,562,2 | 15,97,372,8 | 10,44,372 | 6,91,590,2 |
| Moyennes : • Temp. maxi et mini °C • Précipitation mm |          |             |             |             |            |            |            |             |             |           |            |

Les paramètres climatiques de la commune ont été estimés pour le milieu du siècle (2041-2070) selon différents scénarios d'émission de gaz à effet de serre à partir des nouvelles projections climatiques de référence DRIAS-2020. Ils sont consultables sur un site dédié publié par Météo-France en novembre 2022.

## Urbanisme

### Typologie
Au 1er janvier 2024, Seuil-d'Argonne est catégorisée commune rurale à habitat dispersé, selon la nouvelle grille communale de densité à sept niveaux définie par l'Insee en 2022.
Elle est située hors unité urbaine et hors attraction des villes,.

### Occupation des sols
L'occupation des sols de la commune, telle qu'elle ressort de la base de données européenne d’occupation biophysique des sols Corine Land Cover (CLC), est marquée par l'importance des territoires agricoles (66,4 % en 2018), une proportion sensiblement équivalente à celle de 1990 (67 %). La répartition détaillée en 2018 est la suivante : 
prairies (55 %), forêts (31,8 %), terres arables (7,6 %), zones agricoles hétérogènes (3,8 %), zones urbanisées (1,8 %). L'évolution de l’occupation des sols de la commune et de ses infrastructures peut être observée sur les différentes représentations cartographiques du territoire : la carte de Cassini (XVIIIe siècle), la carte d'état-major (1820-1866) et les cartes ou photos aériennes de l'IGN pour la période actuelle (1950 à aujourd'hui).

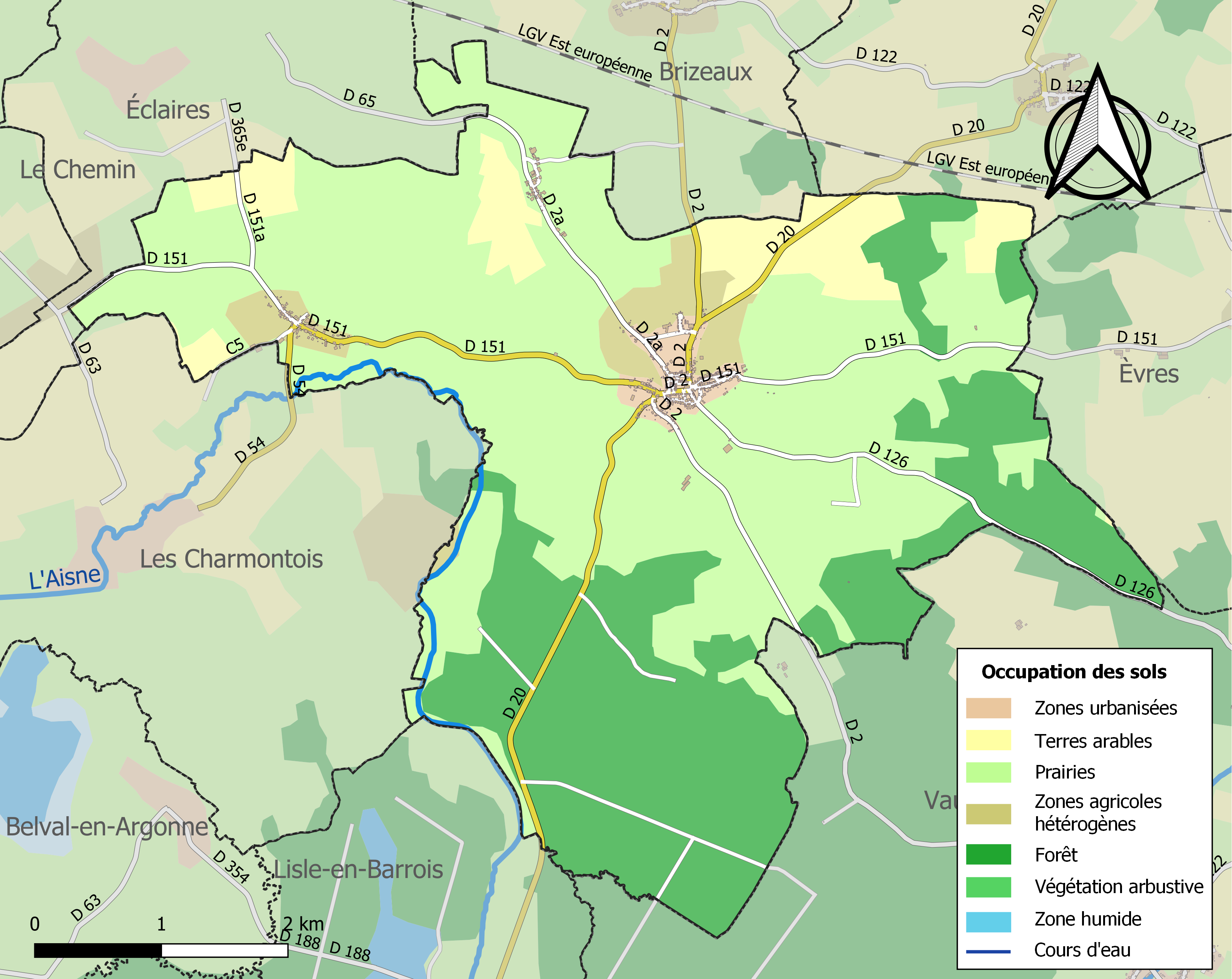
Carte des infrastructures et de l'occupation des sols de la commune en 2018 (CLC).

## Toponymie
Seuil-d'Argonne est un néo-toponyme qui s'explique par le fait que cette nouvelle commune se situe à la limite sud-est du massif de l'Argonne.

## Histoire
En 1866, Aubercy est attachée à Triaucourt-en-Argonne.
Le 1er janvier 1973, Triaucourt-en-Argonne devient Seuil-d'Argonne à la suite de sa fusion-association avec Pretz et Senard.
Le 1er janvier 1990, Pretz se détache de Seuil-d'Argonne pour former la commune de Pretz-en-Argonne.

## Politique et administration

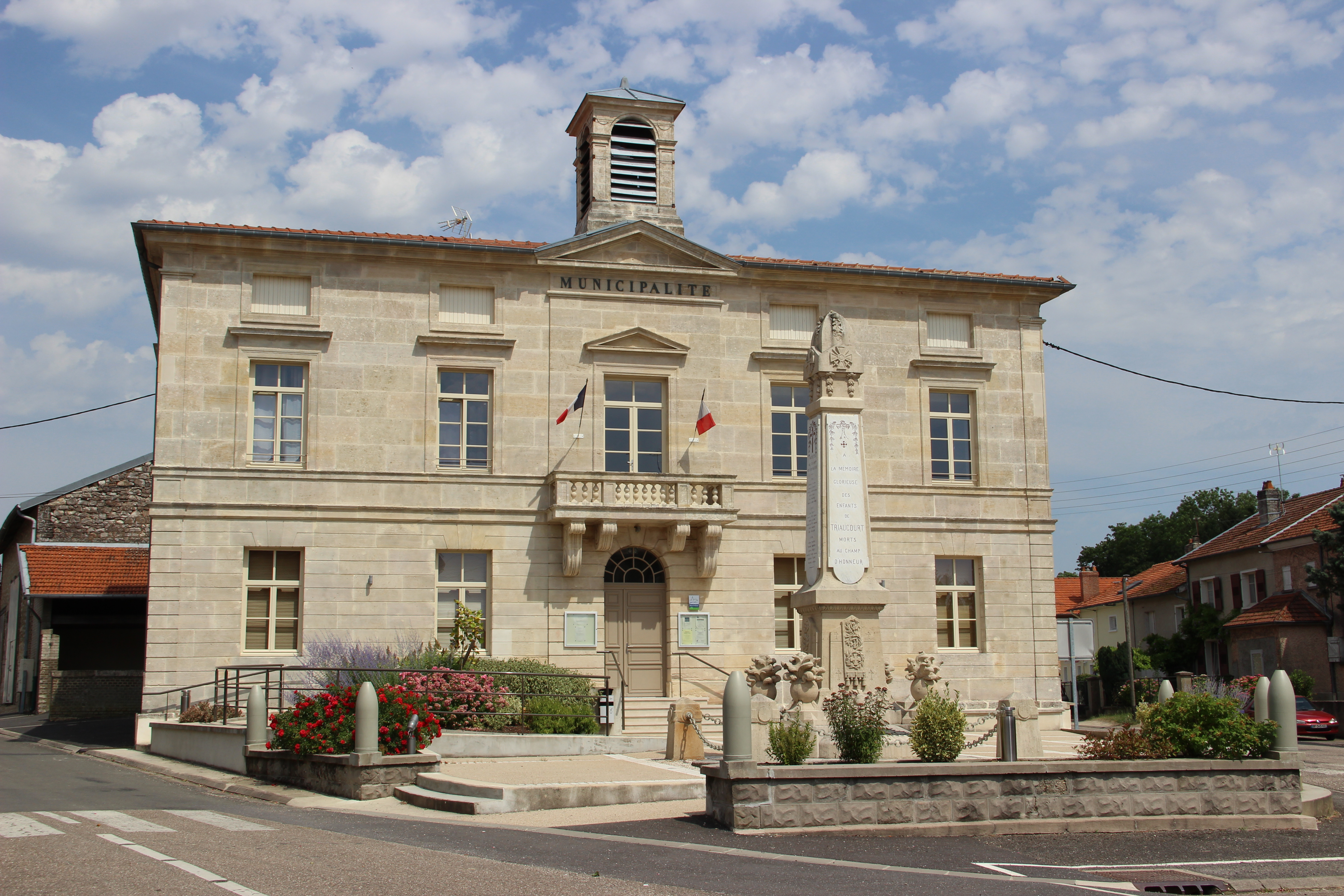
La mairie.

| Période                                  | Période   | Identité            | Étiquette | Qualité |
| ---------------------------------------- | --------- | ------------------- | --------- | ------- |
| Les données manquantes sont à compléter. |           |                     |           |         |
| mars 2001                                | mars 2008 | Jean Cazin          |           |         |
| mars 2008                                | mars 2014 | Marie-Claude Michel |           |         |
| mars 2014                                | mai 2020  | Michel Colin        |           |         |
| mai 2020                                 | En cours  | Vincent Lombart     |           |         |

## Population et société

### Démographie
L'évolution du nombre d'habitants est connue à travers les recensements de la population effectués dans la commune depuis 1793. Pour les communes de moins de 10 000 habitants, une enquête de recensement portant sur toute la population est réalisée tous les cinq ans, les populations de référence des années intermédiaires étant quant à elles estimées par interpolation ou extrapolation. Pour la commune, le premier recensement exhaustif entrant dans le cadre du nouveau dispositif a été réalisé en 2007.

En 2022, la commune comptait 523 habitants, en évolution de +0,97 % par rapport à 2016 (Meuse : −4,4 %, France hors Mayotte : +2,11 %).
| 1793 | 1800 | 1806 | 1821 | 1831 | 1836 | 1841 | 1846 | 1851 |
| ---- | ---- | ---- | ---- | ---- | ---- | ---- | ---- | ---- |
| 827  | 804  | 847  | 888  | 928  | 904  | 925  | 884  | 885  |

| 1856 | 1861 | 1866 | 1872 | 1876  | 1881  | 1886 | 1891 | 1896 |
| ---- | ---- | ---- | ---- | ----- | ----- | ---- | ---- | ---- |
| 828  | 844  | 970  | 990  | 1 031 | 1 055 | 969  | 917  | 860  |

| 1901 | 1906 | 1911 | 1921 | 1926 | 1931 | 1936 | 1946 | 1954 |
| ---- | ---- | ---- | ---- | ---- | ---- | ---- | ---- | ---- |
| 819  | 813  | 760  | 678  | 653  | 594  | 590  | 469  | 522  |

| 1962 | 1968 | 1975 | 1982 | 1990 | 1999 | 2006 | 2007 | 2012 |
| ---- | ---- | ---- | ---- | ---- | ---- | ---- | ---- | ---- |
| 588  | 534  | 661  | 606  | 516  | 495  | 496  | 496  | 504  |

| 2017 | 2022 | - | - | - | - | - | - | - |
| ---- | ---- | - | - | - | - | - | - | - |
| 519  | 523  | - | - | - | - | - | - | - |

## Culture locale et patrimoine

### Lieux et monuments

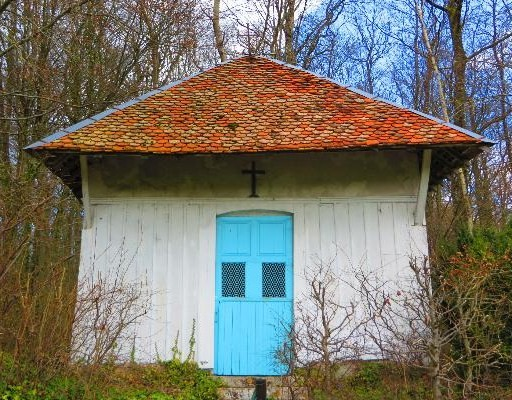
La chapelle Notre-Dame de Menoncourt.

- L'église Saint-Nicolas de Triaucourt-en-Argonne, de style ogival flamboyant du XVe siècle, bâtie sur un tertre au centre du village, avec une tour-porche. Sauvée des flammes durant la Première Guerre mondiale, elle est brûlée en juin 1940. Des restes de fortification comme des canonnières sont visibles. Elle fait l'objet d'un classement au titre des monuments historiques depuis 1941[23]. Orgue Roethinger (1958) à 2 claviers de 56 notes et pédalier de 30 notes[24]
- L'église de l'Assomption de Senard.
- La chapelle Notre-Dame de Menoncourt, à 1,5 km de Triaucourt en direction de Evres (D 151). Construite en 1820 à l'emplacement d'un ancien ermitage de l'abbaye de Beaulieu en Argonne.
- Fresques contemporaines de Lydie Augé-Smith et Christian Rigault (1988-…)
- Ferme de Seuil-d'Argonne, rue Auguste Lemaire, avec son architecture en pans de bois,  Inscrit MH (1992)[25].
- Lavoir de la Mutasse  Inscrit MH (1992)[26].

### Personnalités liées à la commune
- Lucien Poincaré, scientifique et haut fonctionnaire français.
- Nicolas-Eloi Lemaire.

### Héraldique, logotype et devise
| Blason de Seuil-d'Argonne | Blason  | De gueules au dextrochère de carnation mouvant d'une nuée d'argent tenant une crosse abbatiale contournée d'or accompagnée en chef de deux besants d'or et en pointe de la lettre onciale M d'argent couronnée d'or à dextre et d'un troisième besant d'or à senestre. |
| Blason de Seuil-d'Argonne | Détails | Adopté le 30 juin 2017. Actualisation du blason que M. Meyer avait créé en 1981, et qui n'était plus utilisé. |